# Trapezium bicarinatum
Trapezium bicarinatum is een tweekleppigensoort uit de familie van de Trapezidae. De wetenschappelijke naam van de soort is voor het eerst geldig gepubliceerd in 1817 door Schumacher.